# روبرتو پوجالی
روبرتو پوجالی (ایتالیایی: Roberto Poggiali؛ زادهٔ ۱۶ آوریل ۱۹۴۱) دوچرخه‌سوار اهل ایتالیا است.